# Anatoli Siwak
Anatoli Alexandrowitsch Siwak (belarussisch Анатоль Аляксандравіч Сівак Anatol Aljaksandrawitsch Siwak, russisch Анатолий Александрович Сивак; * 19. Juli 1962 in einem Dorf im Rajon Naroulja, Weißrussische SSR) ist stellvertretender Ministerpräsident der Republik Belarus.

## Biographie
Er studierte bis 1986 am belarussischen Institut für Eisenbahntransport in Homel und arbeitete anschließend bei einem Baubetrieb der Belarussischen Eisenbahn. Von 2002 bis 2006 war er stellvertretender Leiter der Belarussischen Eisenbahn. Danach arbeitete er als Assistent des Präsidenten der Republik Belarus (Chefinspektor für Minsk). In den Jahren 2009 bis 2012 leitete Siwak die Belarussische Eisenbahn und ab 2012 war er Minister für Verkehr und Kommunikation der Republik Belarus. 
Im November 2018 wurde Siwak zum Leiter des Minsker Stadt-Exekutivkomitees ernannt. Am 3. September 2020 wurde er stellvertretender Ministerpräsident der Republik Belarus, wobei er mit Wladimir Kucharew die Ämter tauschte.
Am 17. Dezember 2020 wurde Siwak auf die Sanktionsliste der Europäischen Union gesetzt. Am 18. Februar 2021 wurde er vom Vereinigten Königreich sanktioniert. Am 26. Januar 2021 schlossen sich Albanien, Island, Liechtenstein, Montenegro, Norwegen und Nordmazedonien dem EU-Sanktionspaket vom Dezember 2020 an.